# Quận Alamance, North Carolina
Quận Alamance là một quận nằm ở tiểu bang Bắc Carolina, Hoa Kỳ. Quận này trùng với vùng thống kê dân số đô thị Burlington, Bắc Carolina.  Được lập năm 1849 từ quận Orange về phía đông.
Dân số năm 2008 là 148.053  người. Quận lỵ đóng ở Graham.

## Địa lý
Theo Cục điều tra dân số Hoa Kỳ, quận có tổng diện tích 435 dặm Anh vuông (1.126 km²), trong đó, 430 dặm Anh vuông (1.114 km²) là diện tích đất và 5 dặm Anh vuông (12 km²) trong tổng diện tích (1,10%) là diện tích mặt nước.

### Các quận giáp ranh
- Quận Caswell, Bắc Carolina - Bắc
- Quận Orange, Bắc Carolina - Đông
- Quận Rockingham, Bắc Carolina - Tây bắc
- Quận Chatham, Bắc Carolina - Nam
- Quận Randolph, Bắc Carolina - Tây nam
- Quận Guilford, Bắc Carolina - Tây

## Thông tin nhân khẩu
Theo cuộc điều tra dân số2 tiến hành năm 2000, quận này có dân số 130.800 người, 51.584 hộ, và 35.541 gia đình sinh sống trong quận này. Mật độ dân số là 304 người trên mỗi dặm Anh vuông (117/km²). Đã có 55.463 đơn vị nhà ở với một mật độ bình quân là 129 trên mỗi dặm Anh vuông (50/km²).  Cơ cấu chủng tộc của dân cư sinh sống tại quận này gồm 75,61% người da trắng, 18,76% người da đen hoặc người Mỹ gốc Phi, 0,35% người thổ dân châu Mỹ, 0,90% người gốc châu Á, 0,02% người các đảo Thái Bình Dương, 3,19% từ các chủng tộc khác, và 1,16% từ hai hay nhiều chủng tộc.  6,75% dân số là người Hispanic hoặc người Latin thuộc bất cứ chủng tộc nào.
Có 51.584 hộ trong đó có 31,10% có con cái dưới tuổi 18 sống chung với họ, 52,10% là những cặp kết hôn sinh sống với nhau, 12,70% có một chủ hộ là nữ không có chồng sống cùng, và 31,10% là không gia đình. 26,00% trong tất cả các hộ gồm các cá nhân và 10,10% có người sinh sống một mình và có độ tuổi 65 tuổi hay già hơn.  Quy mô trung bình của hộ là 2,46 còn quy mô trung bình của gia đình là 2,95,
Phân bố độ tuổi của cư dân sinh sống trong huyện là 23,80% dưới độ tuổi 18, 9,90% từ 18 đến 24, 29,90% từ 25 đến 44, 22,30% từ 45 đến 64, và 14,10% người có độ tuổi 65 tuổi hay già hơn.  Độ tuổi trung bình là 36 tuổi. Cứ mỗi 100 nữ giới thì có 92,50 nam giới. Cứ mỗi 100 nữ giới có độ tuổi 18 và lớn hơn thì, có 89,00 nam giới.
Thu nhập bình quân của một hộ ở quận này là $39.168, và thu nhập bình quân của một gia đình ở quận này là $46.479, Nam giới có thu nhập bình quân $31.906 so với mức thu nhập $23.367 đối với nữ giới. Thu nhập bình quân đầu người của quận là $19.391, Khoảng 7,60% gia đình và 11,10% dân số sống dưới ngưỡng nghèo, bao gồm 13,30% những người có độ tuổi 18 và 12,90% là những người 65 tuổi hoặc già hơn.